# Патерек
Патерек (пол. Paterek, нім. Steinburg) — село в Польщі, у гміні Накло-над-Нотецем Накельського повіту Куявсько-Поморського воєводства.
Населення — 2682 особи (2011).
У 1975-1998 роках село належало до Бидгощського воєводства.

## Демографія
Демографічна структура станом на 31 березня 2011 року:
|          | Загалом | Допрацездатний вік | Працездатний вік | Постпрацездатний вік |
| -------- | ------- | ------------------ | ---------------- | -------------------- |
| Чоловіки | 1343    | 320                | 959              | 64                   |
| Жінки    | 1339    | 297                | 909              | 133                  |
| Разом    | 2682    | 617                | 1868             | 197                  |